# Erwin Möde
Erwin Möde (* 21. Oktober 1954 in Landshut) war von 1998 bis 2019 Ordinarius für Christliche Spiritualität/Homiletik und zudem von 2011 bis 2019 Ordinarius für Pastoraltheologie/Pastoralpsychologie an der Katholischen Universität Eichstätt-Ingolstadt, wo er über seiner Emeritierung hinaus weiterhin als Vollmitglied des Universitätszentrums Religion, Kirche, Gesellschaft im Wandel forschend tätig ist. (Stand: 2024)

## Leben und Wirken
Geboren 1954 in Landshut/Bayern, studierte er nach Gymnasialabitur und Grundwehrdienst kath. Theologie und Diplom-Psychologie (mit Zusatzausbildung in Klinischer Psychologie/Psychotherapie). Es folgte eine jahrzehntelange Tätigkeit in Seelsorge, Psychotherapie und forensischer Psychodiagnostik. Er ist Mitglied der Europäischen Akademie der Wissenschaften und Künste in Salzburg.
Sein Forschungsinteresse zentriert sich interdisziplinär auf christlich-anthropologische Zugänge zu Themen der Persönlichkeitsbildung, (Psycho-)Therapie, Christlichen Spiritualität und Bibelhermeneutik. Er ist Autor von weit über hundert wissenschaftlichen Artikeln, vierzig Sammelbänden und Monographien sowie zahlreichen journalistischen Beiträgen.
Zudem ist Möde in verschiedenen Verbänden und wissenschaftlichen Netzwerken engagiert, wie z. B. in der American Psychological Association oder seit 2022 als stellvertretender Bundesvorsitzender der Caritas-Konferenzen Deutschlands.
Als Wissenschaftler arbeitet er regelmäßig bei Studien- und Forschungsaufenthalten in Rom, Buenos Aires, Lafayette (USA/Louisiana) mit internationalen Kooperationspartnern im Rahmen von Fellowships, Tagungen und Herausgeberschaften.

## Ehrungen
- 1994: Aufnahme in die Europäische Akademie der Wissenschaften und Künste Klasse 7 (Weltreligionen)
- 2012: Ehrenvorsitzender des Verbands Hochschule und Wissenschaft im Deutschen Beamtenbund (DBB)
- 2019: Festschrift zur Emeritierung: Kießig, S. & Kühnlein, M. (Hg.): Anthropologie und Spiritualität für das 21. Jahrhundert : Festschrift für Erwin Möde.  Regensburg 2019, ISBN 978-3-7917-3110-0.

## Mitgliedschaften
Möde ist Mitglied in zahlreichen wissenschaftlichen Gremien und Verbänden, u. a. in:
- Deutscher Hochschulverband
- Ehrenvorsitzender des Verbands Hochschule und Wissenschaft im Deutschen Beamtenbund (DBB)
- Europäische Akademie der Wissenschaften und Künste (Salzburg), Klasse 7 (Weltreligionen)
- Sektion Klinische Psychologie (Bayern) im Berufsverband Deutscher Psychologinnen und Psychologen (BDP)
- Sektion Forensische Psychologie (Bayern) im Berufsverband Deutscher Psychologinnen und Psychologen (BDP)
- American Psychological Association (APA)
- Arbeitsgemeinschaft für Christliche Spiritualität
- Arbeitsgemeinschaft der Dogmatiker und Fundamentaltheologen des deutschen Sprachraums
- Zentralinstitut der KU für Ehe und Familie in der Gesellschaft (ZFG)
- Eugen Biser Stiftung (München)
- Forschungseinrichtung der Kath. Universität Eichstätt - Ingolstadt: Zentrum Religion, Kirche, Gesellschaft im Wandel (ZRKG)[3]

## Werke
- Zwischen Pastorale und Psychologie. Edition Psychosymbolik,  München 1992, ISBN 3-925350-42-X.
- Studie zur Biblischen Anthropologie : ein Beitrag zur Spiritualitätstheologie. Edition Psychosymbolik, München 1994, ISBN 3-925350-55-1.
- Schriften zur Religionspsychologie. 1984–1994. ohne Angabe, 1994.
- Fundamentaltheologie in postmoderner Zeit : ein anthropotheologischer Entwurf. Edition Psychosymbolik, München 1994, ISBN 3-925350-53-5.
- Offenbarung als Alternative zur Dialektik der (Post-)Moderne : eine fundamentaltheologische Untersuchung. 2. Auflage. Edition Psychosymbolik, München 1995, ISBN 3-925350-56-X.
- Die neue Einsamkeit der Postmoderne. München : Edition Psychosymbolik, 1995. ISBN 3-925350-58-6.
- Das Begehren : das Identitätsproblem in der Ethik der analytischen Psychotherapie. 2., völlig überarb. Neuauflage. Edition Psychosymbolik,  München 1995, ISBN 3-925350-62-4.
- Priester(aus)bildung und Tiefenpsychologie : ein psychospirituelles Konzept zur geistlichen Erneuerung und menschlichen Reifung. 2., völlig umgearb. und erw. Neuauflage. Edition Psychosymbolik, München 1996, ISBN 3-925350-68-3.
- Lachen und Weinen hat seine Zeit : Wege zur Leidensbewältigung und Lebensfindung. 2. Auflage. Echter-Verlag, Würzburg 1999, ISBN 3-429-02132-4.
- Psychospirituelle Lebensperspektiven : Glaubensimpulse therapeutischer Theologie. (= Glaube und Ethos 4.) LIT,  Münster 2008, ISBN 978-3-8258-1035-1.
- Christliche Spiritualität und Mystik : eine systematische Hinführung. (= Eichstätter Studien : Neue Folge 60.) Pustet, Regensburg 2009, ISBN 978-3-7917-2182-8.
- mit Christine Zimmermann: Spiritualität des Betens : empirische Gebetsforschung. (= Glaube und Ethos 11.)  LIT, Münster 2011, ISBN 978-3-643-11162-3.* Seitenblicke ins Leben – Gedanken zum Sonntag.  Attenkofer, Straubing 2014, ISBN 978-3-942742-40-5.
- Spiritualität – Introvision – Heilung. (= Eichstätter Studien: Neue Folge 73.) Pustet, Regensburg 2015, ISBN 978-3-7917-2667-0, ISSN 0170-9402.
- Begehren – Identität – Sprache. (= Geist und Wort 18.) 3., überarbeitete und korrigierte Auflage. Kovač, Hamburg 2016, ISBN 978-3-8300-8888-2.
- Spiritualität und Hermeneutik : Text und Sinn – Mystik und Transformation. (= Eichstätter Studien : Neue Folge ; 79.) Pustet, Regensburg 2018, ISBN 978-3-7917-3013-4.
- Der Mann, der aus dem Begehren schied: eine antitherapeutische Langzeitgeschichte. S. Roderer Verlag, Regensburg 2023, ISBN 978-3-89783-991-5.
- Heuschrecken und wilder Honig: Johannes der Täufer – eine tragische Heilsgeschichte. 1.  Auflage. Verlag Friedrich Pustet, Regensburg 2024, ISBN 978-3-7917-6259-3.

als Herausgeber
- Schriftenreihe Geist und Wort. Schriftenreihe des Lehrstuhls für Christliche Spiritualität und Homiletik, Kath. Univ. Eichstätt-Ingolstadt. Kovač, Hamburg, ISSN 1615-3669
- Stephan E. Müller: Glaube und Ethos. Theologie im interdisziplinären Dialog. LIT, Münster.
- Spiritualität – Neue Ansätze im Licht der Philosophie und Theologie des Nikolaus von Kues. (= Eichstätter Studien / Neue Folge ; 78.) Pustet, Regensburg 2017, ISBN 978-3-7917-2920-6.
- mit Konstantin Maier: Eichstätter Studien. Neue Folge. Katholische Universität Eichstätt-Ingolstadt, Theologische Fakultät. Pustet, Regensburg, ISSN 0170-9402.
- Das Eugen-Biser-Lesebuch. Styria, Graz/Wien/Köln 1996, ISBN 3-222-12392-6.
- mit Felix Unger (Hrsg.), Karl Matthäus Woschitz (Hrsg.): An-Denken – Festgabe für Eugen Biser. Europäische Akademie der Wissenschaften und Künste. Styria, Graz/Wien/Köln 1998, ISBN 3-222-12563-5.
- Religionspsychologie gestern und heute : plurale Ansätze. (= Archiv für Religionspsychologie ; 22) Hrsg.: Holm, Nils G. ; Möde, Erwin ; Petri, Heinrich. Göttingen : Vandenhoeck & Ruprecht, 1997, ISBN 3-525-62354-2.
- Damit mein Leben gelingt : Hilfe zur persönlichen Wertefindung. Styria, Graz/Wien/Köln 1997, ISBN 3-222-12529-5.
- mit Eugen Biser (Hrsg.): Der Glaube der Christen. Pattloch, München 1999, ISBN 3-629-00861-5.
- 2000 Jahre Christentum und europäische Kultur. Styria, Graz/Wien/Köln 1999, ISBN 3-222-12737-9.
- Leben zwischen Angst und Hoffnung : interdisziplinäre Angstforschung. (= Eichstätter Studien / Neue Folge 44.) Pustet, Regensburg 2000, ISBN 3-7917-1699-9.
- Spiritualität der Weltkulturen. Graz ; Wien : Verl. Styria, 2000, ISBN 3-222-12798-0.
- mit Thomas Schieder (Hrsg.): Den Glauben verantworten : bleibende und neue Herausforderungen für die Theologie zur Jahrtausendwende. Festschrift für Heinrich Petri. Schöningh, Paderborn/München 2000, ISBN 3-506-75750-4.
- Des Menschen Unersättlichkeit : Süchte als Herausforderung im interdisziplinären Dialog. (= Eichstätter Studien, Neue Folge 46.)   Müller, Stephan E. ; Möde, Erwin Regensburg : Pustet, 2001. ISBN 3-7917-1766-9.
- mit Stephan E. Müller (Hrsg.): Von der Heilkraft des Glaubens : Perspektiven therapeutischer Theologie. Echter, Würzburg 2002, ISBN 3-7867-8420-5.
- Psychosymbolik – ein Lebensweg : Festschrift für Johanna J. Danis zum 80sten Geburtstag. Edition Psychosymbolik, München 2002, ISBN 3-925350-76-4.
- Trennung und Scheidung : praktische und psychologische Hilfen für Seelsorge und Beratung. Pustet, Regensburg 2004, ISBN 3-7917-1884-3.
- Theologie der Spiritualität – Spiritualität der Theologie(n) : eine fächerübergreifende Grundlagenstudie. (= Eichstätter Studien. Neue Folge 57.)  Pustet, Regensburg 2007, ISBN 978-3-7917-2093-7.
- mit Stephan E. Müller (Hrsg.), Burkard M. Zapff (Hrsg.): Jesus hominis salvator : christlicher Glaube in moderner Gesellschaft ; Festschrift für Bischof Dr. Walter Mixa. (= Eichstätter Studien : Neue Folge 55.) Pustet, Regensburg 2006, ISBN 978-3-7917-1997-9.
- mit Stephan E. Müller (Hrsg.): Vor der Uferwand der Endlichkeit : Sterben und Tod im Leben des Menschen. (= Glaube und Ethos 3.) LIT, Münster 2005, ISBN 3-8258-7645-4.
- mit Stephan E. Müller (Hrsg.): Ist die Liebe noch zu retten? : Brennpunkt Partnerschaft, Sexualität und Ehe. (= Glaube und Ethos 1.) LIT, Münster 2004, ISBN 3-8258-6545-2.
- Frauenberg : ein Kirchdorf im Wandel der Zeiten ; eine kulturgeschichtliche Heimatstudie. (= Geist und Wort 11.) Kovač, Hamburg 2007, ISBN 978-3-8300-3200-7.
- Christliche Spiritualität und Wandel : Beiträge zur aktuellen Forschung. (= Glaube und Ethos 8.)  LIT, Münster 2008, ISBN 978-3-8258-1904-0.
- mit Jean Ehret (Hrsg.): Una Sancta Catholica et Apostolica : Einheit und Anspruch des Katholischen. Herder, Freiburg im Breisgau 2009, ISBN 978-3-451-32275-4.
- mit Konstantin Maier (Hrsg.), Irene Reithmeier: Johann Konrad von Gemmingen : Fürstbischof von Eichstätt (1593/95-1612), Landesherr und Diözesanvorstand im Späthumanismus. (= Eichstätter Studien : Neue Folge 63.)  Pustet, Regensburg 2010, ISBN 978-3-7917-2262-7.
- mit Jean Ehret (Hrsg.): The challenge of the catholic intellectual tradition : making a difference in contemporary academic settings. (= Glaube und Ethos 10.) LIT, Münster 2011, ISBN 978-3-643-90070-8.
- Christliche Spiritualität und Psychotherapie : bleibende und neue Wege der Konvergenz. (= Eichstätter Studien : Neue Folge 68.) Pustet, Regensburg 2013, ISBN 978-3-7917-2493-5.
- Europa braucht Spiritualität. (= Quaestiones Disputatae 263.) Herder, Freiburg/Basel/Wien 2014, ISBN 978-3-451-02263-0.
- mit Sebastian Kießig (Hrsg.): Einsamkeit im Alter: Facetten, Konzeptionen und Praxisfelder. Herder, Freiburg Basel Wien 2024, ISBN 978-3-451-39757-8.